# Jesper Jerkert
Mats Jesper Jerkert, född 23 oktober 1975 i Falu Kristine församling i Kopparbergs län, är en svensk filosof, ingenjör och skeptiker.

## Biografi
Jerkert har en civilingenjörsexamen i teknisk fysik från KTH (2004). Han har under många år varit aktiv i föreningen Vetenskap och Folkbildning, som styrelseledamot 2000–2011, föreningens ordförande 2004–2008 och under många år redaktör för föreningens tidskrift Folkvett. Han har även skrivit och redigerat flera böcker om pseudovetenskap.
Jerkert blev 2015 filosofie licentiat i praktisk filosofi vid KTH med en avhandling om filosofiska frågor vid medicinsk forskning med interventioner. Han har även två filosofie kandidat-examina i musikvetenskap och filosofi, båda vid Stockholms universitet.
Jerkert arbetar (2020) som adjunkt i vetenskapsfilosofi vid KTH och studierektor för grundutbildningen för avdelningen för filosofi.